# George Douglas-Hamilton, 1:e earl av Orkney

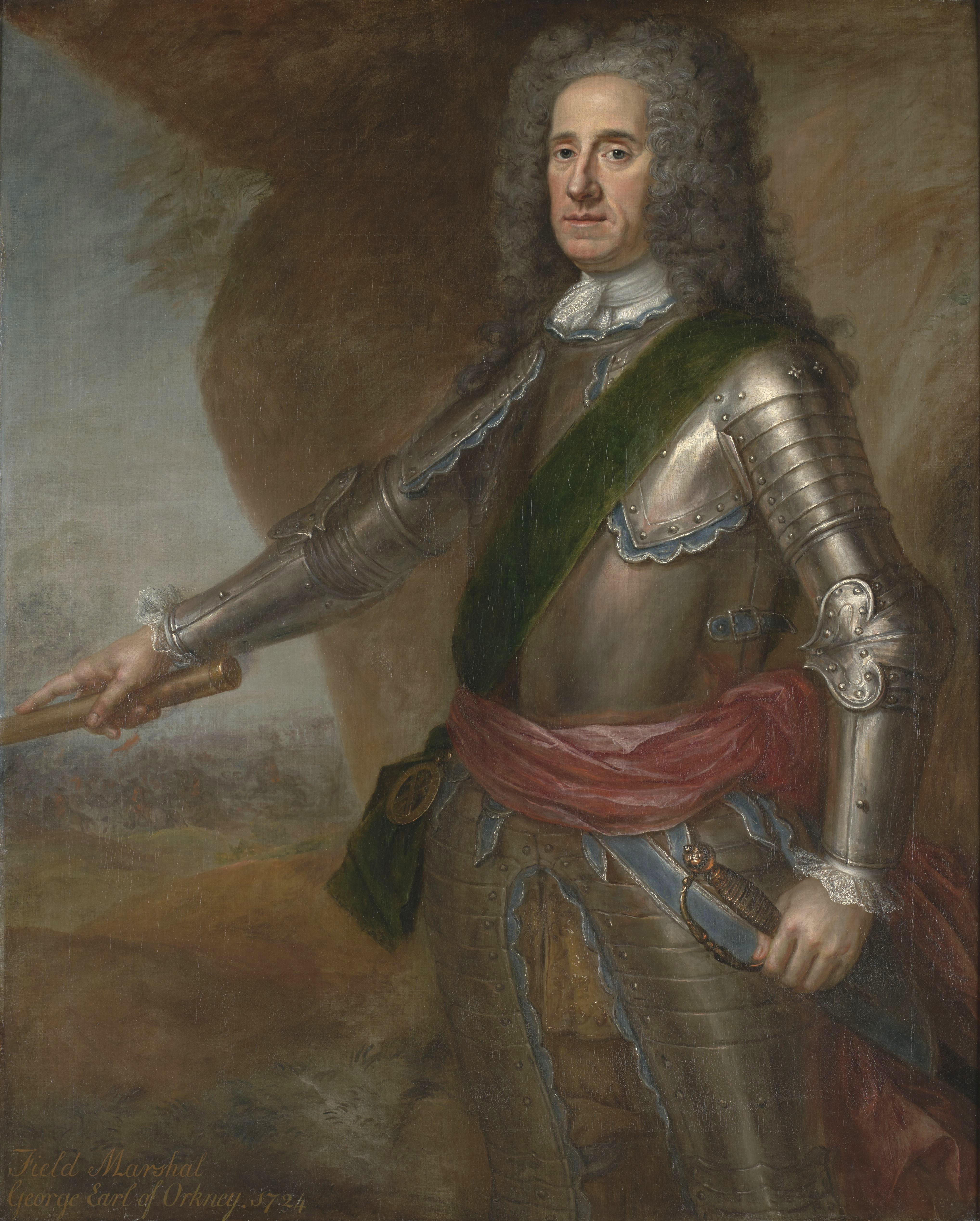
George Hamilton

George Douglas-Hamilton, 1:e earl av Orkney, född 9 februari 1666, död 29 januari 1737, var en skotsk militär, son till William Douglas-Hamilton, hertig av Hamilton, bror till James Douglas-Hamilton, 4:e hertig av Hamilton. 
Överstelöjtnant vid ett infanteriregemente 1689 kämpade han i slaget vid Boyne, slaget vid Aughrim med flera slag i Irländska kriget. Efter att ha sårats vid Namur befordrades han till brigadgeneral. Han gifte sig 1695 med Elizabeth Villiers, och blev följande år upphöjd i skotska adeln som earl av Orkney. 
Sedan han blivit generalmajor stred han i Spanska tronföljdskriget under befäl av John Churchill, 1:e hertig av Marlborough, för att ytterligare några år senare bli generallöjtnant. Vid slaget vid Blenheim var det Hamiltons enhet som intog staden. 
Vid det hårda slaget vid Malplaquet var Hamiltons enhet den som ledde anfallet och led därför stora förluster. Vid krigsslutet utnämndes han sedan till general. Efter att ha pensionerats blev han 1736 den förste fältmarskalken i Englands historia. Ett år senare avled han.